# Noblesa
|  | «Noble» redirigeix aquí. Vegeu-ne altres significats a «noble (desambiguació)». |

La noblesa o noblea és un estat hereditari tradicional que existeix avui en alguns països (principalment actuals o anteriors monarquies). El terme va referir originalment a les famílies o persones "conegudes" o "notables" (en llatí nobilis significa "conegut", "cèlebre"). El concepte de nobilitas s'aplicà en primer terme a les famílies conegudes per la seva antiguitat. Més tard, el terme s'aplicà a la classe social més alta després de la monarquia a les societats premodernes. Sovint les famílies ennoblides disposaven de poder militar i econòmic.
En l'època actual la majoria de títols nobiliaris s'han desvinculat dels poders de l'estat, però persisteixen com una forma de distinció del llinatge. És el cas d'Espanya on el monarca encara atorga, en alguns casos títols nobiliaris a títol personal o heretables. Històricament, la pertinença a la noblesa ha estat concedida per un monarca o govern, i l'adquisició de prou poder, riquesa, propietats o favors reials ha permès ocasionalment als plebeus ascendir a la noblesa.
Sovint hi ha una varietat de rangs dins de la classe noble. El reconeixement legal de la noblesa ha estat molt més comú a les monarquies, però la noblesa també va subsistir en règims com la República dels Províncies Unides (1581–1795), la República de Gènova (1005–1815), la República de Venècia (697–1797) i l'Antiga Confederació Suïssa (1300–1798). Encara és part de l'estructura social legal d'alguns petits règims no hereditaris, per exemple, San Marino, i la Ciutat del Vaticà a Europa. A l'Antiguitat Clàssica, els nobiles (nobles) de la República Romana eren famílies descendents de persones que havien aconseguit el consulat. Els que pertanyien a les famílies hereditàries patricies eren nobles, però els plebeus els avantpassats dels quals eren cònsols també eren considerats nobiles. A l'Imperi Romà, la noblesa eren descendents d'aquesta aristocràcia republicana. Tot i que tècnicament podria ser possible l'ascendència de famílies nobles contemporànies de l'antiga noblesa romana, no se sap que a Europa hi ha descendències genealògiques de generació per generació ben investigades i documentades històricament de l'antiga noblesa romana.
Els títols hereditaris i estils afegits als noms (com ara "Príncep", "Senyor" o "Dama"), així com els honorífics, Sovint distingeixen nobles dels no nobles en la conversa i el discurs escrit. En moltes nacions, la major part de la noblesa ha estat sense títol, i alguns títols hereditaris no indiquen noblesa (per exemple, vidame). Alguns països han tingut noblesa no hereditària, com ara l'Imperi del Brasil o pars vitalicis al Regne Unit.

## Història

### Grècia
Teseu va dividir al poble d'Atenes en dues classes distingint els nobles dels artesans escollint als primers com caps de religió sent els únics magistrats. Abans de Licurg d'Esparta, es distingien a Lacedemònia dues classes de ciutadans que eren els grans o nobles i els petits i plebeus. Però desitjant aquest legislador esborrar les diferències de classes, va abolir totes les distincions, fent una distribució igual de les terres entre tots els ciutadans abolint les distincions entre les persones. Soló en reformar la República d'Atenes va deixar les dignitats, el comandament, el poder, l'autoritat i els honors en mans dels nobles i els rics. Es triaven els arconts, els jutges de l'areòpag, el senat dels Cinc-cents i tots els principals magistrats i els generals de l'exèrcit. Es reservava al poble o la plebs els càrrecs lucratius o poc honorables amb el dret de sufragi en les assemblees.

### Roma
La primera divisió que va fer Ròmul dels seus vassalls va formar el cos de la noblesa de persones distingides pel seu mèrit, pels seus serveis i per les seves riqueses. Els va donar el nom de patres i va formar-ne un senat i tota la resta de la nació la va anomenar poble, plebs, d'on ve la distinció dels patricis i plebeus.
Hi havia dos graus de noblesa amb relació al naixement que eren els següents:
- Ingenus que eren els nascuts de pares lliures i que havien gaudit sempre de la llibertat.
- Gentils, que tenien gentem et familiam o que descendien d'una família antiga: després que els plebeus van ser admesos a les magistratures els que eren elevats a elles participaven de la noblesa que li anava annexa, amb la diferència que se'ls cridava novi homines, homes nous, per donar a entendre que havien estat novament ennoblits.
- Entre els romans havia certes ocupacions que donaven dret als que les exercien a fer el seu retrat o pintura o escultura, ius imaginum, la qual cosa ennoblia una família. Les famílies que havien tingut magistrats romans, posaven en els atris de casa certs armaris amb diversos nínxols i en ells el retrat d'algun dels seus majors fets en cera amb colors al natural. Una línia tirada d'alt a baix a la manera dels nostres arbres genealògics significava la filiació i descendència. En els enterraments es treien aquests retrats i es portaven en processó darrere del cadàver a manera de triomf.
- També havien alguns altres signes exteriors de la noblesa com eren les boletes d'or que es penjaven al coll dels nens i els vidres que portaven en el seu calçat. Això va ocórrer en altres civilitzacions antigues com van ser els perses que tenien dret d'anar sempre a cavall. A l'antiga Índia que es distingien pels seus vestits de bisó. Els atenesos amb els seus adorns d'or al cap. Els bretons pel color blau que es pintaven.
- La noblesa a Roma no estava deïficada, però sí que es trobava figurada en molts monuments antics com en els següents:
  - En les medalles de l'emperador Còmode és la veu representada, com observa Montfaucon, per una dona en peu amb una llança a la mà dreta.
  - Una medalla de l'emperador Publi Septimi Geta la representació en hàbit talar, tenint una llança en una mà i en l'altra una figura de Minerva, al·ludint a les dues maneres d'adquirir la noblesa, per les armes o per les lletres.
  - Gravelot col·loca un estel sobre el seu cap o la sort que presideix al naixement.

- En temps dels emperadors romans es troben alguns exemples de noblesa adquirida, no per l'exercici d'alguna alta magistratura, sinó per concessió imperial, el que fa a pujar a època ben remota l'ennobliment per cartes del monarca donat a conèixer posteriorment per Vaines en la seva obra Diccionari raonat de diplomàtica conegut com a protocol de dignitats augustals.

### Poble jueu
Moisès parla de la noblesa en el llibre del Deuteronomi. Al Levític es diu que el gran sacerdot no barrejarà la sang del seu llinatge amb gent plebea.
S'entén per nobles aquells que eren coneguts i distingits del comú de la gent dels quals van ser nomenats prínceps i tribús per governar el poble jueu.
En els llibres de la Torà es parla de la tribu de Leví d'on provenen els Cohanim o sacerdots que dirigien les cerimònies religioses en el primer i segon temple. A més es parla del nomenament de Reis (no necessàriament com a càrrec hereditari), a més d'existir el nomenament de Jutges encarregats d'assumptes menors.

### Noblesa feudal
La noblesa anterior als temps feudals es va fonamentar amb el devenir dels temps en els beneficis atorgats pels romans abans de la conquesta dels francs que es constituïen de per vida i les denominacions i formes es va transferir més tard als beneficis eclesiàstics. Això va fer que es convertís en una font de propietat que augmentant el catàleg dels propietaris lliures augmentava el dels nobles addictes. Els Llombards van establir a Itàlia anàlogues condicions de noblesa territorial i el savi Ludovico Antonio Muratori, en la seva dissertació XIII de les Antiguitats italianes, ha reunit els monuments que demostren la sinonímia de les paraules llombard i noble en molts casos.
Amb la invasió dels pobles bàrbars (principalment visigots) comença la noblesa feudal. És l'època dels escuts d'armes, els blasons i els privilegis. La noblesa no va tenir altre origen fonamental que l'establiment dels feus, recompensada per la immunitat dels tributs. També rebien de tots els favors i mercès de la cort.
El règim monàrquic dels visigots va establir juntament amb els títols nobiliaris el títol de Príncep (fürsten, en alemany, amb el significat de 'persona principal'), que eren governants locals d'entre els quals es triava al rei.
Els nobles tenien un pensament molt tancat. Sempre havia de ser el que el rei comunicaba.

## Nobles privilegis

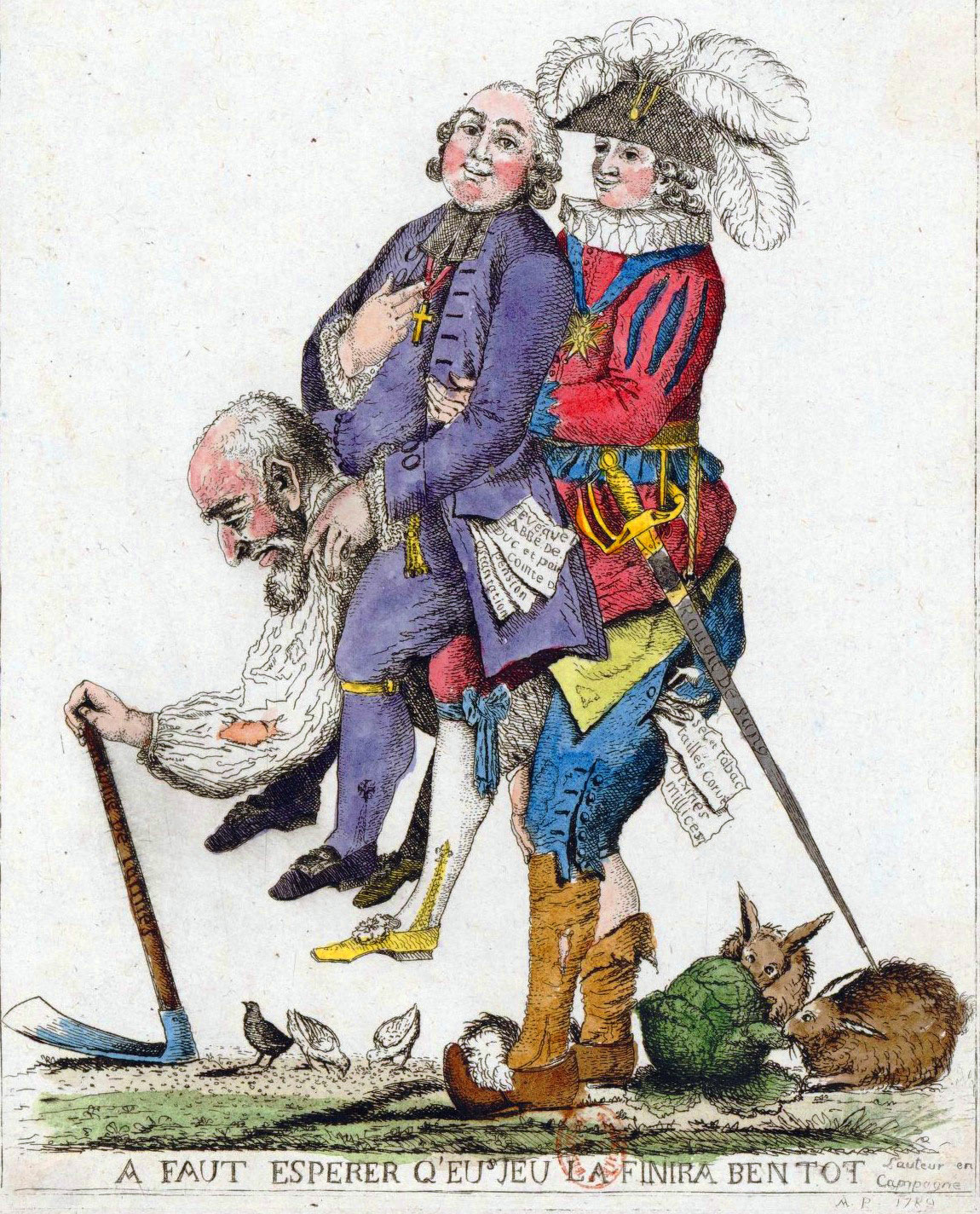
Una caricatura política francesa dels tres ordres de la societat feudal (1789). El tercer estat rural porta el clergat i la noblesa.

No tots els beneficis de la noblesa es deriven de l'estatus nobiliari per se. Normalment, els privilegis eren concedits o reconeguts pel monarca en associació amb la possessió d'un títol, ofici o patrimoni específics. La riquesa de la majoria dels nobles derivava d'una o més finques, grans o petites, que podrien incloure camps, pastures, horts, boscos, vedats de caça, rierols, etc. També incloïa infraestructures com un castell, pou i molí al qual els pagesos locals tenien accés, encara que sovint a un preu. S'esperava que els nobles visquessin "noblement", és a dir, dels ingressos d'aquestes possessions. El treball que implicava treball manual o la subordinació a aquells de rang inferior (amb excepcions específiques, com el servei militar o eclesiàstic) estava prohibit (com a derogació de l'estatus nobiliari) o mal vist socialment. D'altra banda, la pertinença a la noblesa sol ser un requisit previ per ocupar càrrecs de confiança en el regne i per a la promoció de carrera, especialment en l'exèrcit, a la cort i sovint les funcions superiors al govern, la judicatura i l'església.
Abans de la Revolució Francesa, els nobles europeus generalment ordenaven tributs en forma de dret a lloguers en efectiu o impostos sobre l'ús, mà d'obra o una part del rendiment anual de la collita dels plebes o nobles de rang inferior que vivien o va treballar a la mansió del noble o dins del seu domini senyorial. En alguns països, el senyor local podria imposar restriccions als moviments, la religió o els compromisos legals d'aquest plebeu. Els nobles gaudien exclusivament del privilegi de caçar. A França, els nobles estaven exempts de pagar la taille, el principal impost directe. Els camperols no només estaven lligats a la noblesa per quotes i serveis, sinó que l'exercici dels seus drets sovint també estava subjecte a la jurisdicció dels tribunals i la policia de l'autoritat dels quals les accions dels nobles estaven totalment o parcialment exemptes. En algunes parts d'Europa el dret a la guerra privada va romandre durant molt de temps el privilegi de tots els nobles.
Durant el primer Renaixement, el duelling va establir l'estatus d'un cavaller respectable, i era una manera acceptada de resoldre les disputes.
Des del final de la Primera Guerra Mundial, la noblesa hereditària amb dret a drets especials ha estat en gran part abolida al Món occidental com a intrínsecament discriminatòria, i desacreditada com a inferior en eficiència a la individualitat meritocràcia en l'assignació de recursos socials. La noblesa es va associar amb el privilegi social més que no pas legal, expressat en una expectativa general de deferència per part dels de rang inferior. Al segle XXI fins i tot aquesta deferència s'havia minimitzat cada cop més. En general, l'actual noblesa present a les monarquies europees no té més privilegis que els ciutadans condecorats a les repúbliques.

## Ennobliment

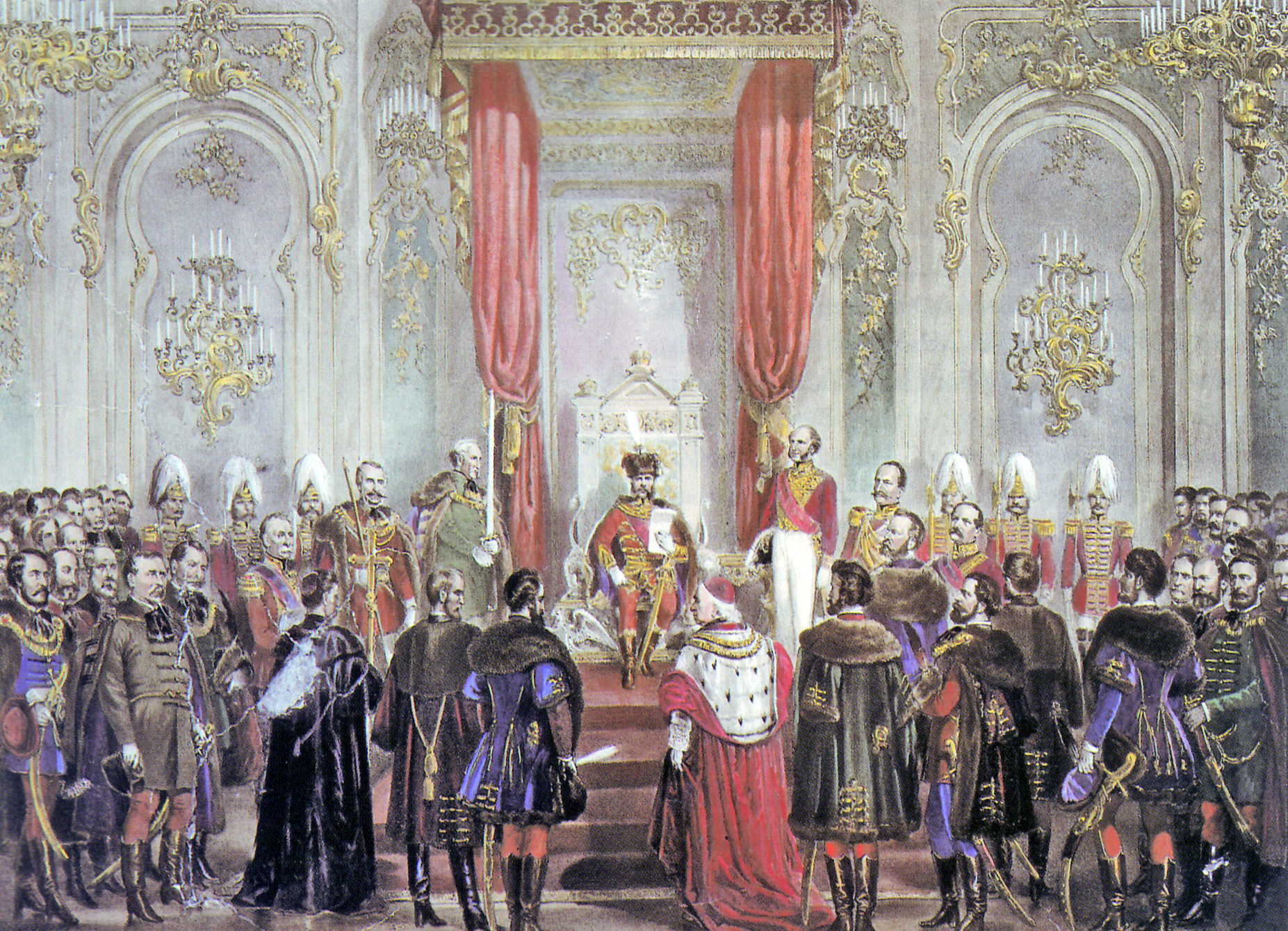
Obertura de la Dieta hongaresa (Országgyűlés) amb els membres de la noblesa hongaresa al Palau Reial, 1865

A França, un seigneurie (senyoria) podria incloure una o més cases pairals envoltades de terres i pobles subjectes a les prerrogatives i disposició d'un noble. Les Seigneuries es podien comprar, vendre o hipotecar. Si la corona l'erigia en, per exemple, una baronia o comtat, s'imposava legalment a una família específica, que podia utilitzar-lo com a títol. No obstant això, la majoria dels nobles francesos no tenien títol ("seigneur de Montagne" simplement significava la propietat d'aquest senyoriu però no, si no era noble, el dret a utilitzar un títol de noblesa, ja que els plebeus sovint compraven senyories). Només es permetia un membre de la noblesa que posseïa un comtat, ipso facto, estilitzar-se com el seu comte, tot i que aquesta restricció va arribar a ser ignorada cada cop més com un ancien régime va arribar a la seva fi.
En altres parts d'Europa, els governants sobirans es van arrogar la prerrogativa exclusiva d'actuar com a fons honorum dins dels seus àmbits. Per exemple, al Regne Unit són necessàries les cartes patents reials per obtenir un títol de peerage ('nobleria'), que també porta noblesa i antigament un seient a la Casa dels Lords, però mai va venir amb implicació automàtica de la terra ni drets sobre la producció dels camperols locals.

## Títols nobiliaris
Alguns títols nobiliaris europeus són;
- Rei
- Príncep
- Duc
- Marquès
- Comte
- Vescomte
- Comdor
- Baró

Títols nobiliaris de Geòrgia.
- Eristhavi
- Aznauri